# Lypha corax
Lypha corax är en tvåvingeart som beskrevs av Aldrich 1934. Lypha corax ingår i släktet Lypha och familjen parasitflugor. Inga underarter finns listade i Catalogue of Life.